# Lesotho i olympiska sommarspelen 2004
Lesotho i olympiska sommarspelen 2004 bestod av 3 idrottare som blivit uttagna av Lesothos olympiska kommitté.

## Friidrott
Herrarnas maraton
- Mpesela Ntlot Soeu
  - 2:30:19 (70:a totalt)

Damernas maraton
- Mamokete Lechela
  - 3:11:56 (64:a totalt)

## Taekwondo
| Idrottare       | Gren            | Åttondelsfinaler     | Kvartsfinaler        | Semifinaer           | Återkval             | Bronsmatch           | Final                | Final            |
| Idrottare       | Gren            | Motståndare Resultat | Motståndare Resultat | Motståndare Resultat | Motståndare Resultat | Motståndare Resultat | Motståndare Resultat | Placering        |
| --------------- | --------------- | -------------------- | -------------------- | -------------------- | -------------------- | -------------------- | -------------------- | ---------------- |
| Lineo Mochesane | Damernas −49 kg | Lukic (AUT) L 0–4    | Gick inte vidare     | Gick inte vidare     | Gick inte vidare     | Gick inte vidare     | Gick inte vidare     | Gick inte vidare |